# Barbara Thompson
Pour les articles homonymes, voir Thompson.
Barbara Thompson, née le 27 juillet 1944 à Oxford et morte le 9 juillet 2022, est une saxophoniste, flûtiste et compositrice britannique de jazz et de fusion.
Durant une carrière qui s'étend sur six décennies, elle joue, compose et dirige de nombreux projets, parmi lesquels The New Jazz Orchestra, The United Jazz & Rock Ensemble et ses propres groupes Jubiaba et Paraphernalia. Elle prête son son de saxophone aux comédies musicales d'Andrew Lloyd Webber en conjonction avec l'écriture de musique pour la télévision. Elle est considérée comme une compositrice pionnière pour le saxophone.

## Biographie
Barbara Gracey Thompson naît le 27 juillet 1944 à Oxford.
Après l'école primaire, elle fréquente le Queen's College de 1955 à 1962 et suit des cours de clarinette et de piano. Elle joue dans le London Schools Symphony Orchestra (en) de l'âge de 13 à 17 ans.
La musique de Duke Ellington et John Coltrane l'amène à s'intéresser au jazz et au saxophone.
Munie d'un diplôme en anglais et en musique, elle travaille comme secrétaire tout en prenant des cours de saxophone alto.
En 1964, Barbara Thompson est acceptée avec une bourse au Royal College of Music. Elle y étudie la composition classique, la clarinette, la flûte et le piano et suit des cours de saxophone à l'extérieur. Durant cette période, elle joue dans de nombreux groupes d'étudiants et dans le groupe pop féminin The She Trinity. Vers 1970, Barbara Thompson rejoint le New Jazz Orchestra de Neil Ardley où elle rencontre de futures sommités de la scène jazz britannique, dont Ian Carr, Trevor Watts, Jack Bruce et le batteur Jon Hiseman, qu'elle épouse en 1967. Elle apparaît aussi comme musicienne de studio sur des albums du groupe de rock Colosseum.
À partir de 1975, elle participe à la fondation de trois groupes, United Jazz and Rock Ensemble (en), avec Wolfgang Dauner, Volker Kriegel (en), Albert Mangelsdorff, Eberhard Weber, Ian Carr, Charlie Mariano, Ack van Rooyen (nl) et Jon Hiseman, Jubiaba aux accents latino-rock, avec Peter Lemer (en) Roy Babbington, Henry Lowther (en), Ian Hamer (en), Derek Wadsworth (en), Trevor Tomkins (en), Bill Le Sage et Glyn Thomas et Barbara's Thompson Paraphernalia, un groupe de fusion jazz-rock avec différentes formation, par exemple Peter Lemer, Billy Thompson, Dave Ball et Jon Hiseman.
Les enregistrements de Barbara Thompson couvrent toute la gamme allant du jazz-rock fusion et du jazz créatif moderne aux musiques du monde et folkloriques et même au classique moderne. Elle compose également de la musique pour des productions théâtrales et pour le cinéma et bandes sonores de télévision. En plus du jazz et du rock, elle se distingue aussi avec des projets classiques comme son Concerto pour saxophone et orchestre symphonique, ses interprétations de Kurt Weill (avec le Medici String Quartet) ou ses adaptations de textes du poète anglais Philipp Larkin sous le titre Love Songs in Age.
Barbara Thompson travaille en étroite collaboration avec Andrew Lloyd Webber sur des comédies musicales  telles que Cats et Starlight Express, son Requiem (en) et l'album de fusion classique Variations (en) en 1978,. Elle écrit plusieurs compositions classiques, de la musique pour le cinéma et la télévision, une comédie musicale et des chansons pour le United Jazz and Rock Ensemble, Paraphernalia de Barbara Thompson et son big band Moving Parts.
Elle joue la musique de la série policière d'ITV, A Touch of Frost avec David Jason. Elle joue également de la flûte sur la version musicale de Jeff Wayne de La Guerre des mondes.
Atteinte de la maladie de Parkinson, diagnostiquée en 1997, elle arrête le saxophone en 2001 avec une tournée d'adieu. Durant une période elle se consacre exclusivement à la composition puis revient sur scène en 2003 pour se produire lors de la tournée Colosseum's Tomorrow's Blues en remplacement de Dick Heckstall-Smith,. En 2005, elle joue en direct avec Paraphernalia sur la tournée Never Say Goodbye, ainsi qu'en 2005, 2007, 2010 et 2011 avec Colosseum,,.
Un épisode du documentaire de Channel 4, 24 Hours in A&E (en), en octobre 2020, relate sa présence dans un service d'urgence et d'accident.
Barbara Thompson est mariée au batteur de Colosseum Jon Hiseman, de 1967 jusqu'à la mort de celui-ci en juin 2018. Le couple a deux enfants, Marcus (1972-) et Anna (1975-), chanteuse et compositrice connue sous le nom de Ana Gracey.
Après la mort prématurée de son mari, elle rédige son autobiographie, Journey To A Destination Unknown.
Barbara Thompson meurt le 9 juillet 2022 peu avant son 78e anniversaire,.

## Discographie
| Année | Album                                                                      | Artiste / formation                                                 |
| ----- | -------------------------------------------------------------------------- | ------------------------------------------------------------------- |
| 1966  | The Man Who Took the Valise Off the Floor of Grand Central Station at Noon | The She Trinity                                                     |
| 1968  | Angle                                                                      | Howard Riley Trio                                                   |
| 1969  | Valentyne Suite                                                            | Colosseum                                                           |
| 1970  | Daughter of Time                                                           | Colosseum                                                           |
| 1970  | Michael Gibbs                                                              | Michael Gibbs                                                       |
| 1971  | Little Big Band                                                            | Keef Hartley Band                                                   |
| 1973  | The Beginning – Vol. 6: Keef Hartley Band                                  | Keef Hartley Band                                                   |
| 1973  | Mike Taylor Remembered                                                     | Jon Hiseman, Neil Ardley, Ian Carr etc.                             |
| 1976  | The Roaring Silence                                                        | Manfred Mann's Earth Band                                           |
| 1976  | Kaleidoscope of Rainbows                                                   | Neil Ardley                                                         |
| 1977  | Live in Schuetzenhaus                                                      | United Jazz + Rock Ensemble                                         |
| 1977  | NDR Jazzworkshop '77                                                       | Various Artists                                                     |
| 1978  | Barbara Thompson's Paraphernalia                                           | Barbara Thompson's Paraphernalia                                    |
| 1978  | Barbara Thompson's Jubiaba                                                 | Barbara Thompson                                                    |
| 1978  | Variations                                                                 | Andrew Lloyd Webber                                                 |
| 1978  | Harmony of the Spheres                                                     | Neil Ardley                                                         |
| 1978  | Teamwork                                                                   | United Jazz + Rock Ensemble                                         |
| 1979  | Wilde Tales                                                                | Barbara Thompson's Paraphernalia                                    |
| 1979  | Tell Me on a Sunday                                                        | Marti Webb                                                          |
| 1979  | The Break Even Point                                                       | United Jazz + Rock Ensemble                                         |
| 1980  | Live in Concert                                                            | Barbara Thompson's Paraphernalia                                    |
| 1980  | Chance                                                                     | Manfred Mann's Earth Band                                           |
| 1981  | Cats                                                                       | Andrew Lloyd Webber                                                 |
| 1981  | Live in Berlin                                                             | United Jazz + Rock Ensemble                                         |
| 1981  | Zwischenbilanz – Das Beste aus den Jahren 1977 –1981                       | United Jazz + Rock Ensemble                                         |
| 1982  | Mother Earth                                                               | Barbara Thompson                                                    |
| 1982  | Ghosts                                                                     | Barabara Thompson/Rod Argent                                        |
| 1983  | Cool Cat                                                                   | Jeff Wohlgenannt and Friends                                        |
| 1983  | Requiem                                                                    | Andrew Lloyd Webber                                                 |
| 1984  | Pure Fantasy                                                               | Barbara Thompson's Paraphernalia                                    |
| 1984  | United Live Opus Sechs                                                     | United Jazz + Rock Ensemble                                         |
| 1985  | Frauen – Power                                                             | Various Artists                                                     |
| 1985  | Shadow Show                                                                | Barbara Thompson/Rod Argent                                         |
| 1985  | Live im Berliner Metropol – Theater                                        | Barbara Thompson's Paraphernalia                                    |
| 1986  | Heavenly Bodies                                                            | Barbara Thompson                                                    |
| 1986  | Ganz schoen heiss, Man! About Time Too!                                    | Jon Hiseman                                                         |
| 1987  | Highlights II                                                              | United Jazz + Rock Ensemble                                         |
| 1988  | A Cry from the Heart                                                       | Barbara Thompson's Paraphernalia Live in London                     |
| 1990  | Songs from the Center of the Earth                                         | Barbara Thompson                                                    |
| 1991  | Perspective '92                                                            | Various Artists                                                     |
| 1991  | Breathless                                                                 | Barbara Thompson's Paraphernalia                                    |
| 1992  | Round Seven                                                                | United Jazz + Rock Ensemble                                         |
| 1993  | Everlasting Flame                                                          | Barbara Thompson's Paraphernalia                                    |
| 1995  | Barbara Song                                                               | Barbara Thompson and the Medici String Quartet                      |
| 1995  | Lady Saxophone                                                             | Barbara Thompson's Paraphernalia                                    |
| 1996  | Die Neunte von United                                                      | United Jazz + Rock Ensemble                                         |
| 1996  | Women's Music from Celestial Harmonies                                     | Various Artists                                                     |
| 1998  | Shifting Sands                                                             | Barbara Thompson's Paraphernalia                                    |
| 1998  | The Sound Inside / Music and Architecture                                  | Various Artists                                                     |
| 1999  | X                                                                          | United Jazz + Rock Ensemble                                         |
| 2000  | Thompson's Tangos and Other Soft Dances                                    | Barbara Thompson's Paraphernalia                                    |
| 2001  | Cuff Clout                                                                 | Kate Westbrook and Mike Westbrook                                   |
| 2003  | In the Eye of a Storm                                                      | Barbara Thompson's Paraphernalia                                    |
| 2004  | 2006                                                                       | Manfred Mann '06 with Manfred Mann's Earth Band                     |
| 2005  | Never Say Goodbye                                                          | Barbara Thompson's Paraphernalia                                    |
| 2007  | Live 05                                                                    | Colosseum                                                           |
| 2011  | George Martin Presents                                                     | Barbara Thompson                                                    |
| 2014  | Live '05 (DVD)                                                             | Barbara Thompson's Paraphernalia                                    |
| 2014  | Time On Our Side                                                           | Colosseum                                                           |
| 2015  | The Last Fandango                                                          | Barbara Thompson's Paraphernalia                                    |
| 2021  | Bulletproof                                                                | Barbara Thompson’s Paraphernalia with National Youth Jazz Orchestra |

## Distinction
Barbara Thompson est décorée de l'ordre de l'Empire britannique en 1996 pour ses services à la musique.

## Publication
- (en) Journey to a Destination Unknown (autobiographie), Jazz in Britain, 2020, 267 p.  (ISBN 9781916320628)